# Urophora japonica
Urophora japonica
 es una especie de insecto del género Urophora de la familia Tephritidae del orden Diptera. 
Tokuichi Shiraki lo describió científicamente por primera vez en el año 1933.